# Guerra de los Siete Años
La guerra de los Siete Años fue una serie de conflictos internacionales acontecidos entre principios de 1756 y finales de 1763 para obtener el control sobre Silesia y la supremacía colonial en América del Norte y la India. Tomaron parte, por un lado, el Reino de Prusia, el Electorado de Hannover y el Reino de Gran Bretaña junto a sus colonias americanas y, tiempo más tarde, su aliado el Reino de Portugal; y por la otra parte el Electorado de Sajonia, el Archiducado de Austria, el Reino de Francia, el Imperio ruso, Suecia-Finlandia y el Reino de España, este último a partir de 1761. Se produjo un cambio de coaliciones con respecto a la guerra de sucesión austríaca, si bien el conflicto de Silesia y la pugna franco-británica siguieron siendo las claves.
Los dos principales oponentes fueron Francia y Gran Bretaña, pero implicó a la gran mayoría de las grandes potencias de la época y se desarrolló en Europa, Norteamérica, Centroamérica, en la costa occidental de África, la India y las Filipinas. La guerra franco-india (1754–1763), la guerra anglo-española (1761-1763) y la Guerra Fantástica (1762–1763) fueron todas parte de la guerra de los Siete Años. Se la considera la primera guerra a gran escala librada en varios continentes, así como el principal conflicto de carácter global previo a las guerras napoleónicas y a las dos Guerras Mundiales.[cita requerida] Inclusive Winston Churchill consideraba la guerra de los Siete Años como «La Primera Guerra Mundial».
Las principales operaciones militares de la época tuvieron lugar en este período con el intento de alcanzar la supremacía colonial en el mundo. Para la historiografía de algunos países, la denominación de la guerra cambia dependiendo de los diferentes escenarios de combate: La guerra franco-india para los Estados Unidos, para la zona francoparlante de Canadá es conocida como la guerra de la Conquista, mientras que para el Canadá angloparlante son la guerra de los Siete Años (1754-1763), la guerra de Pomerania (con Suecia y Prusia entre 1757 y 1762), la tercera guerra carnática (en India) y la tercera guerra silesiana (con Prusia y Austria entre 1756 y 1763).
El conflicto entre Francia y Gran Bretaña estalló entre 1754 y 1755, cuando los británicos atacaron posiciones reclamadas por Francia en América del Norte y capturaron cientos de navíos mercantes franceses. Mientras tanto, la emergente Prusia luchaba contra Austria por la hegemonía dentro y fuera del Sacro Imperio Romano Germánico en la Europa Central. En 1756 las grandes potencias cambiaron de aliados, pues Prusia estableció una alianza con Gran Bretaña, mientras que Francia y Austria dejaron su frecuente estado de enemistad formando una alianza entre ellas tras la firma del Tratado de Versalles. La alianza anglo-prusiana agregó a los Estados menores alemanes (especialmente Hannover) y luego a Portugal, la cual sufrió por ello una invasión franco-española. La alianza francesa con Austria agregó a sus filas a Suecia, Sajonia y España. El Imperio ruso se alió al principio con Austria, pero cambió de bando tras la sucesión del zar Pedro III de Rusia en 1762. Los impuestos aplicados por Rusia, que financió la guerra, causaron un gran descontento en la ciudadanía, a lo que se le sumó el impuesto a la sal y el alcohol establecido por la emperatriz Isabel I de Rusia en 1759 para completar la construcción del Palacio de Invierno. Al igual que Suecia, Rusia concluyó una paz separada con Prusia.
La guerra terminó con el Tratado de París entre Francia, España y Gran Bretaña y la Paz de Hubertusburgo entre Sajonia, Austria y Prusia en 1763. Se caracterizó en Europa por el asedio e incendio de pueblos, así como por batallas a campo abierto con masivas pérdidas de vidas humanas (en total perdieron la vida entre 900 000 y 1 400 000 personas).

## Contexto

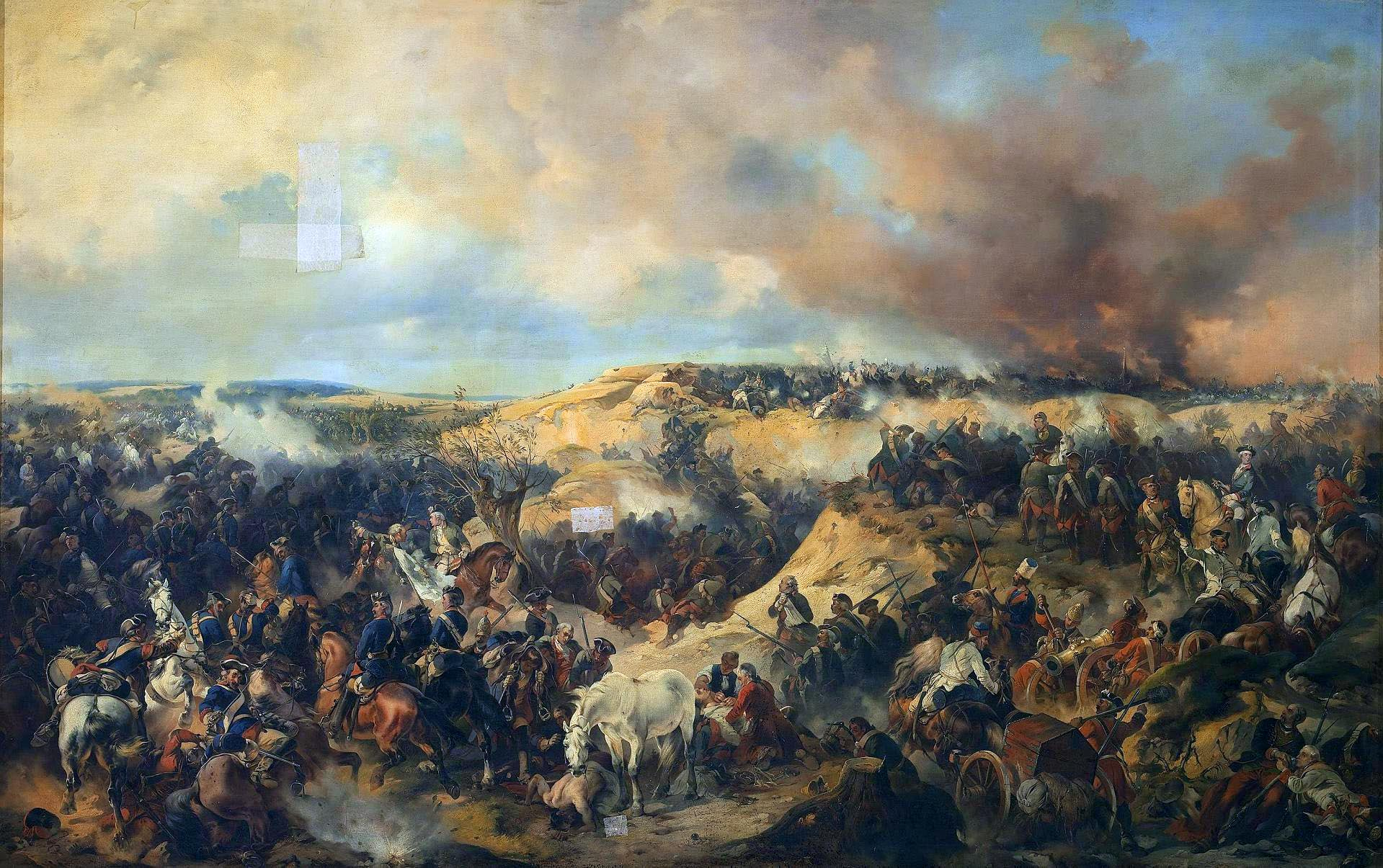
La batalla de Kunersdorf según el pintor Alexander Kotzebue (1848)

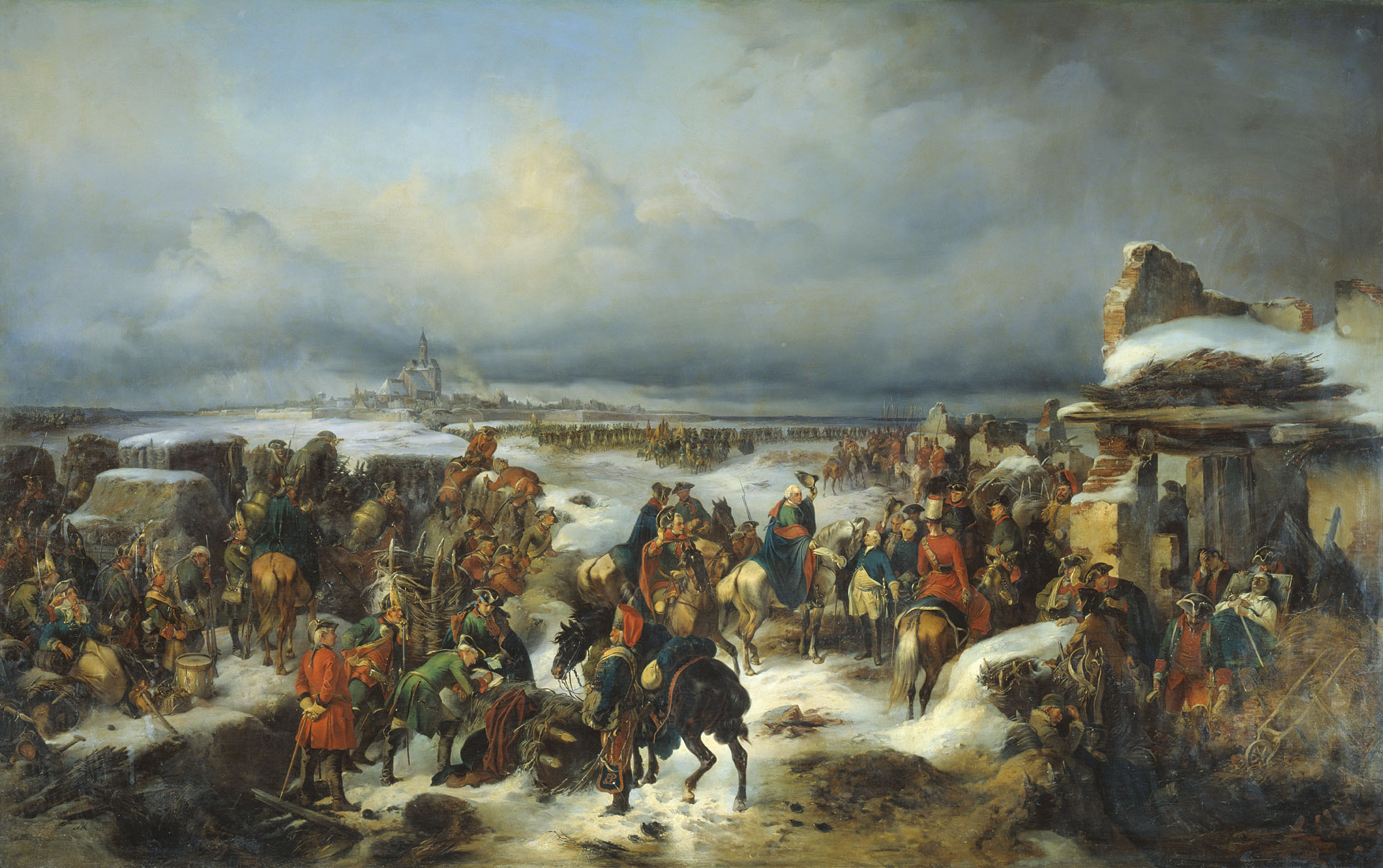
Sitio de Kolberg (1761)

Después de anteriores contiendas, y con su poder militar reforzado, a mediados de la década de 1750 la dinastía Habsburgo reinante en Austria decidió recuperar Silesia, territorio que estaba en poder de Prusia tras el Tratado de Aquisgrán (1748), que había puesto fin a la guerra de Sucesión austriaca. Esta acción por parte de Austria es considerada el detonante de la guerra de los Siete Años. María Teresa I contaba con el apoyo de Sajonia, Rusia, Suecia y Francia para declarar la guerra a Prusia y Gran Bretaña. Prusia estaba rodeada por enemigos, y ante la certeza de que sería atacado, el rey Federico II el Grande decidió adelantárseles.
En el otoño de 1756, sin previa declaración de guerra, el ejército prusiano invadió Sajonia y ocupó aquel territorio; luego penetró en Bohemia, pero fue vencido por los austríacos en la batalla de Kolín; por esta causa, se vio obligado a abandonar ese país.

## Desarrollo de las operaciones

### Frente europeo
Alentados por el éxito, los enemigos del reino de Prusia lanzaron sus ejércitos para destruirla; sin embargo, Federico demostró su genio militar y superó la crítica situación con tres brillantes victorias. La primera en Rossbach (5 de noviembre de 1757) contra un poderoso ejército francés que avanzaba por territorio sajón; la segunda frente a los austriacos en Leuthen (Silesia), el 5 de diciembre de ese año, y la tercera al año siguiente (1758) en Zorndorf. A partir de ese año (1758) y hasta el fin de las hostilidades, Federico I (atacado desde varios frentes) debió adoptar una táctica defensiva, que le resultó costosa y llena de peligros.
Los rusos unieron sus fuerzas con los austriacos y ambos ejércitos derrotaron al rey prusiano en Kunersdorf, cerca de Fráncfort del Óder (12 de agosto de 1759). Allí sufrió el más grave revés de su vida militar. Sin embargo, los aliados no supieron aprovechar ese triunfo porque estaban agotados y carecían de unidad de mando; se demoraron en avanzar, error que aprovechó Federico I para rehacer sus fuerzas y obtener, al año siguiente, dos triunfos sobre los austriacos: Liegnitz (Silesia) y Torgau (Sajonia).
En 1759 Prusia Oriental estaba en poder de los rusos que habían tomado Berlín; sin embargo, Gran Bretaña y Hannover vencieron sorprendentemente al reino de Francia. Además, se produjo la retirada de la guerra de Rusia y Suecia (1762) tras la muerte de la emperatriz de Rusia. El sucesor, Pedro III, nacido alemán, que idolatraba a Federico, firmó un tratado de paz que también fue apoyado por la sucesora de este, Catalina, aunque ese tratado fue el inicio del fin para el emperador Pedro III a manos de su propia esposa apoyada por la aristocracia rusa. Además se firmaron tres tratados: el Tratado de San Petersburgo, el Tratado de París y el Tratado de Hubertusburgo.

### Frente americano
En América del Norte, Francia se encontraba en retroceso tras haber cedido en 1748 la fortaleza de Luisburgo en la isla de Cabo Bretón a cambio de Madrás. La guerra comenzó en 1754. La rivalidad colonial entre Francia y Gran Bretaña se debía al control de las zonas peleteras, la disputa por las tierras situadas al oeste de los montes Apalaches y los derechos de pesca en Terranova. Francia quería frenar la expansión británica hacia el oeste mediante la construcción de una cadena de fuertes entre sus territorios canadienses y Nueva Orleans. En los primeros años logró acumular varias victorias, pero en 1757, William Pitt (el Viejo) puso al general británico James Wolfe al mando de las tropas en América. Como consecuencia, en 1759 conquistaron Quebec y al año siguiente capituló Montreal. Los británicos habían conquistado todo el Canadá francés.
Con respecto a España, Gran Bretaña había aumentado los agravios de modo considerable: apresamiento arbitrario de buques españoles, establecimiento en Honduras para la corta del palo Campeche o el aumento del contrabando, entre otros. El gobierno de Carlos III —pese a que inicialmente se había mostrado partidario de mediar entre ambas potencias— no tuvo otra salida que buscar el acuerdo con Francia ante la necesidad de defenderse de la agresividad británica. Se iniciaron, pues, conversaciones entre las dos potencias en pro de una alianza permanente en busca de la «seguridad en América»; España pensaba posponerla hasta el momento de la paz. Sin embargo, el ministro francés Choiseul supo maniobrar con gran habilidad para conseguir también la intervención bélica.
Tras los acontecimientos en Quebec y ante el hostigamiento de Gran Bretaña al comercio y la seguridad españoles en América, dos fueron, pues, los factores que acabaron por empujar a Madrid hacia la alianza con Versalles: la negativa británica a atender ninguna de las reclamaciones planteadas por España y la ruptura definitiva del equilibrio americano que parecía avecinarse si Francia salía completamente derrotada del conflicto. Bajo estas premisas se firmó el Tercer Pacto de Familia (1758-1761), muy distinto de los anteriores en sus objetivos más profundos, pero con un común denominador, ser una alianza frente a la poderosa Gran Bretaña. La firma arrastró a España a una guerra para la que no estaba preparada y en la que, ya de entrada, se unía al lado perdedor; quizá se vio obligada por las circunstancias, pero esta participación al final de las hostilidades no puede ser considerada más que como un error.

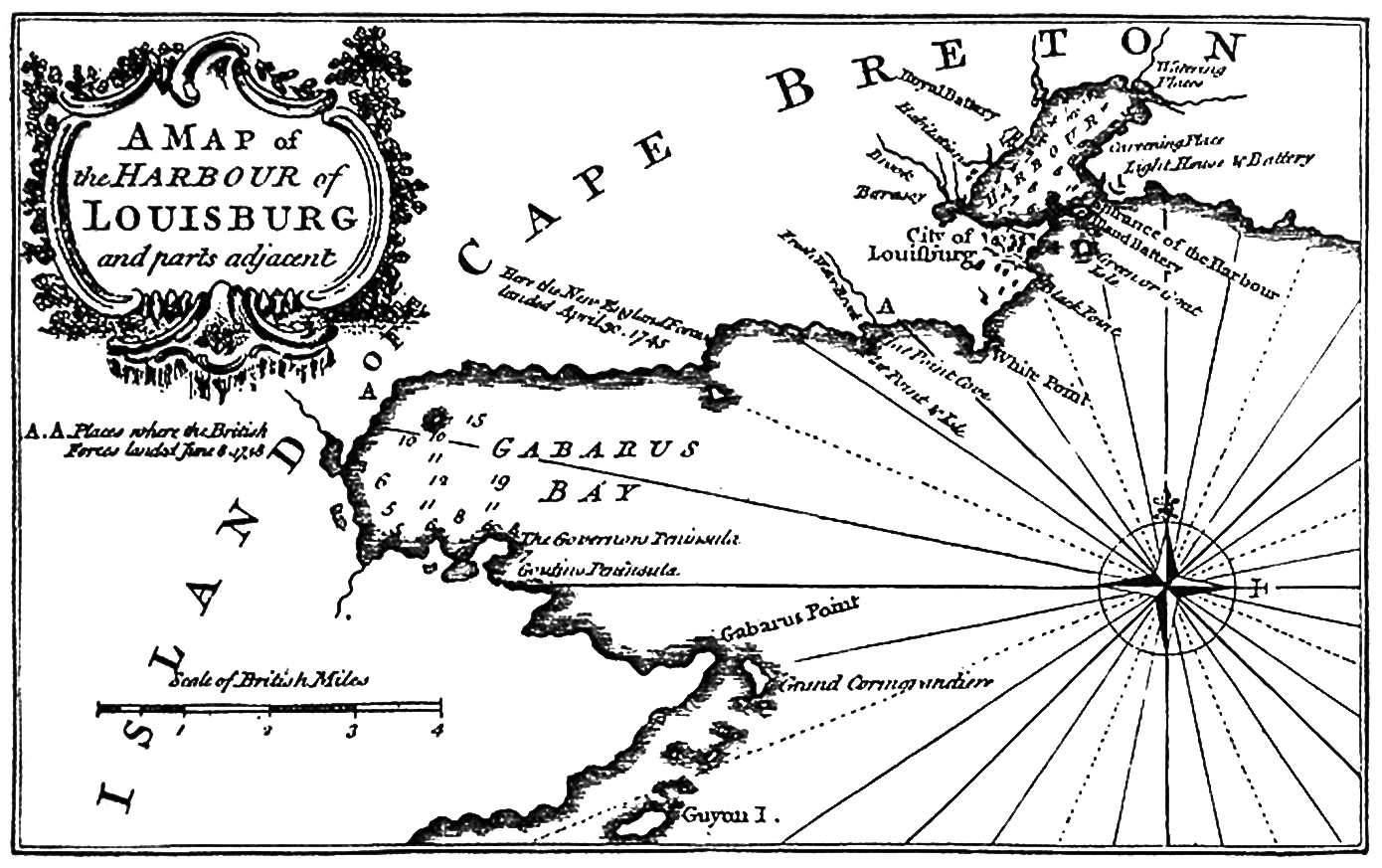
Mapa de Luisburgo (1758)

El gabinete británico de William Pitt exigió conocer las cláusulas del Pacto, y al no tener satisfacciones, declaró la guerra a España el 4 de enero de 1762. Francia y España acordaron realizar operaciones militares conjuntas, y fue así como en abril de ese año el marqués de Soria invadió Portugal (aliado de Gran Bretaña) al frente de un ejército español de 45 000 hombres, reforzado por 12 000 soldados franceses. Por su parte, los británicos iniciaron operaciones contra los virreinatos españoles. El almirante George Pocock se dirigió a La Habana, venció la resistencia española en el castillo del Morro y tomó la ciudad en junio de 1762. En octubre otra flota británica atacó las Filipinas y logró apoderarse de Manila, defendida por el arzobispo Manuel Antonio Rojo del Río. Sin embargo, los británicos encontraron una dura resistencia y no pudieron conquistar el resto del archipiélago.

#### Invasión del Río de la Plata
Cuando la noticia del estallido de las hostilidades entre Portugal y España llegó a Buenos Aires, el gobernador Pedro de Cevallos decidió iniciar el ataque contra los dominios portugueses en el estuario del Plata. Reunió un poderoso ejército al mando del ascendido capitán Francisco Pérez de Saravia, incluyendo nativos de las misiones jesuíticas, y atacó la Colonia del Sacramento, tomándola al cabo de un mes de lucha, el 29 de octubre. Cevallos reforzó las posesiones españolas y ocupó Maldonado. Mientras, Gran Bretaña y Portugal organizaron una flota combinada, que fue costeada por la Compañía Británica de las Indias Orientales, y la enviaron al Plata con la intención de apoderarse de ambas márgenes del estuario. Acordaron que la Banda Oriental quedaría en poder de Portugal y la Banda Occidental, incluyendo Buenos Aires, sería entregada a Gran Bretaña.
La flota llegó al Río de la Plata en enero de 1763 y atacó Colonia, que fue defendida tenazmente por las tropas del gobernador Cevallos. Tras perder varios navíos, la escuadra angloportuguesa se retiró de la zona. Cevallos aprovechó su triunfo y lanzó su ejército contra Río Grande, logrando tomar los fuertes de Santa Teresa y San Miguel. A continuación se dirigió contra San Pedro, pero debió detenerse al conocer la noticia de las negociaciones del Tratado de París (1763), que ponía fin a la guerra.

### Frente indio
Merced a la importancia que Gran Bretaña concedía al comercio indio (y en particular al bengalí, donde ya contaba con una importante presencia) la United Company, quería frenar la expansión francesa en India. Por este motivo apoyaba a los príncipes indios que se rebelaban contra Francia. En el transcurso de la guerra los franceses tomaron Calcuta. Por su parte Luis XV deseaba una paz rápida con Gran Bretaña, por lo que prácticamente abandonó a Joseph François Dupleix y a la obra desarrollada por este en la India. No solo no consiguió su objetivo, sino que Gran Bretaña se precipitó además sobre las posesiones americanas de Francia. El militar británico Robert Clive logró derrotar a Francia en numerosas batallas inscritas en el contexto de las denominadas guerras carnáticas. De esta manera Gran Bretaña se hacía con el Imperio hindú iniciado por Francia.

## Tratado de París

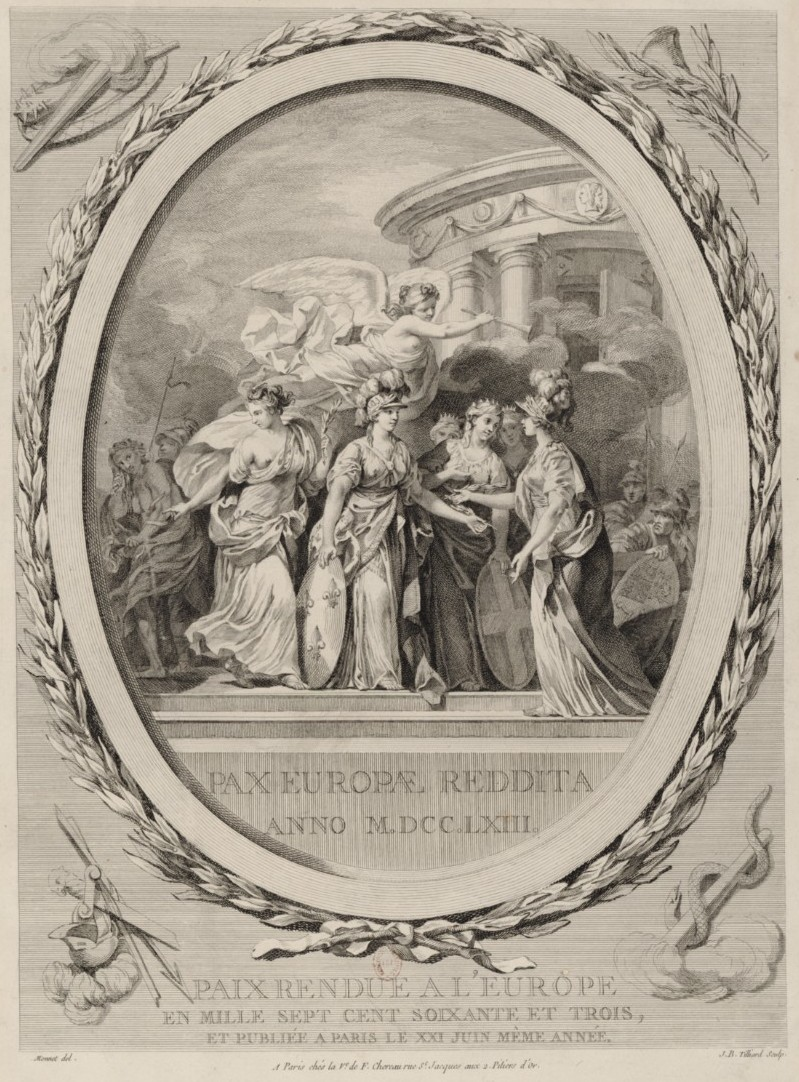
Grabado alegórico del Tratado de París

La guerra de los Siete Años terminó en 1763. El 10 de febrero, el Tratado de París fue firmado por el duque de Choiseul, el marqués de Grimaldi y John Russell, 4.º duque de Bedford. El primer británico William Pitt se había empecinado en mantener vivo el conflicto hasta lograr el aniquilamiento de las fuerzas militares de Francia en el continente americano.
Los tratados de paz que pusieron fin a la guerra de los Siete Años representan una victoria para Gran Bretaña (que ve el crecimiento repentino de su imperio colonial) y Prusia (que se convierte en gran potencia europea), y para Francia significa la pérdida de la mayor parte de sus posesiones coloniales en América y Asia. Los cambios territoriales acordados fueron los siguientes:
- El Reino de Gran Bretaña: de Francia obtiene Senegal y las posesiones en la India a excepción de Mahé, Yanam, Puducherry, Karaikal y Chandernagor, que conservaría hasta bien entrado el siglo XX. En América recibe todos los territorios franceses en Canadá, los territorios al este del río Misisipi y al oeste de los montes Apalaches (excepto Nueva Orleans), Dominica, Granada, San Vicente y Tobago. Los franceses también son obligados a evacuar la isla de Menorca, ocupada durante la contienda a los británicos, que la dominaban desde la guerra de Sucesión Española. De España recibe la Florida a cambio de que retire las tropas estacionadas en la ciudad de Manila (Filipinas) y en el puerto de La Habana (Cuba), y consigue el derecho de libre navegación por el río Misisipi.
- El Reino de España: por el Tratado de Fontainebleau de 1762, Francia le entrega Luisiana al oeste del Misisipi, incluida su capital, Nueva Orleans.
- El Reino de Portugal: España evacúa el norte de Uruguay y la Colonia del Sacramento, ocupados durante la guerra.
- El Reino de Francia: además de las cinco plazas indias mencionadas, se le permite conservar la isla de Gorea y San Pedro y Miquelón. Gran Bretaña le devuelve Guadalupe y Martinica y reconoce sus derechos sobre la pesca en Terranova.

El 15 de febrero se firmó el Tratado de Hubertusburgo, que confirmó a Silesia como posesión prusiana y convirtió a Prusia en potencia europea.
Respecto al Reino de Francia, la pérdida de las colonias de Canadá y la India no fue sentida por sus élites político-militares como algo catastrófico. Se conservaban al menos los derechos pesqueros en Terranova y la población católica francófona de Quebec recibiría un trato de respeto. Por otro lado, las pérdidas de pequeñas islas en la zona del Caribe podían ser compensadas, pues la colonia francesa más extensa y rica del mar Caribe, Puerto Príncipe (el actual Haití), producía la mitad del azúcar consumido en todo el mundo, y su comercio con África y las Antillas estaba en pleno apogeo. Asimismo, las colonias de la India se consideraban de muy difícil defensa pese a las riquezas que significaba el comercio franco-indio; por otro lado las colonias de Canadá eran juzgadas como muy pobres y lejanas en comparación con los gastos que significaban para la metrópoli, pues apenas el comercio de pieles resultaba la única actividad que aseguraba un lucro fácil en el territorio.

## Literatura
La novela El último mohicano (1826) de James Fenimore Cooper se desarrolla en el año 1757, en el escenario norteamericano de este conflicto, durante el cual los franceses recibieron la ayuda de tribus nativas americanas para luchar contra los colonos británicos.

## Cine
Este conflicto ha aparecido en numerosos filmes:
- Algunas escenas de la película Barry Lyndon (1975), dirigida por Stanley Kubrick, tienen lugar durante  este acontecimiento bélico.
- Las adaptaciones cinematográficas de la novela de Cooper, Le Dernier des Mohicans (1968) y The Last of the Mohicans (1992) también, como la obra original, están ambientadas en la guerra franco india, particularmente en los actuales estados de Nueva York y Massachusetts.
- El pacto de los lobos (2001), dirigida por Christophe Gans, hace referencias al conflicto, especialmente en el frente estadounidense.
- Alone Yet Not Alone, dirigada por Ray Bengston, y George D. Escobar (2013)., tiene lugar en el frente  norteamericano durante el año 1755, especialmente en el valle de Ohio. [15]